# Златко Коцев
Златко Лазаров Коцев е български музикант, диригент и композитор.

## Биография
Роден е в град Лом 5 ноември 1921 г. Още като ученик в родния си град започва да свири на цигулка и да изучава солфеж, а в гимназията вече пише и представя собствени композиции и печели местни конкурси („Ученическа симфония“, „Майски валс“).
От 1940 до 1944 г. е студент в Музикалната академия в София (днес НМА „Проф. П. Владигеров“), през което време свири и в Царския симфоничен оркестър. В стузентския си период композира „Струнен квартет“, „Соната за виолончело“, „Соната за контрабас“ и др., които свири и представя заедно със свои колеги състуденти.
От края на 1944 до края на 1946 г. отбива редовната си военна служба във Враца и Видин, където ръководи хор и оркестър.
От декември 1946 г. до средата на 1948 г. е учител по музика в с. Ковачица, Ломско. Там с гимназиален хор спечелва 1-во място на конкурс в Лом и е изпратен на окръжен фестивал във Враца. На 15 септември 1948 г. постъпва като стажант-учител в Трета мъжка образцова гимназия в София.
От 1 декември същата 1948 г. е изпратен като гимназиален учител в град Гоце Делчев. Там сформира хор, струнен и духов оркестър към гимназия „Яне Сандански“. Освен това създава вокално-инструментален ансамбъл (смесен академичен хор и малък симфоничен оркестър) към читалище „Просвета“ в града. В този период Коцев започва да събира и нотира народни песни и инструментални мелодии. Впоследствие разработва и хармонизира няколко десетки от тях за съществуващата местна самодейна фолклорна танцова група на Зефир Кънчев, състояща се от няколко танцьори с акомпанимент само на тъпан и зурна.
Коцев разбира нуждата и значението на фолклора за местния край и у него се ражда идеята към тази танцова група да изгради многогласен хор и фолклорен оркестър. Осъществява тази идея, оформяйки фолклорния ансамбъл „Яне Сандански“ по примера на световноизвестния руски хор „Пятницки“. Така Коцев става основоположник и диригент на първия в България фолклорен ансамбъл с хармоническо музициране в град Гоце Делчев (сега „Неврокопски ансамбъл“). През 1950 г. ансамбълът изнася първите си концерти в Пиринския край и в София, където новото фолклорно формирование прави изключително впечатление както на публиката, така и на водещите културни институции.
През 1951 г. Коцев се премества в Благоевград, където е назначен за диригент на смесения академичен хор „Македонска песен“ (по-късно „Ален мак“) и симфоничния оркестър към читалището.
В началото на април 1954 г. той получава назначение от отдел „Култура“ при Окръжния народен съвет в Благоевград като главен художествен ръководител и диригент на Държавния ансамбъл за македонски народни песни и танци (по-късно ансамбъл „Пирин“), за да го сформира и ръководи. В него доразвива опита си от ансамбъл „Яне Сандански“, но вече на професионално ниво. Обикаляйки целия Пирински край, музикантът прослушва и полага изключителни усилия за привличането на най-добрите певци и музиканти от региона. Заедно с това нотира няколко стотици фолклорни песни и инструментални мелодии от целия окръг. Много от тях са хармонизирани, обработени и включени в първата концертна програма на ансамбъла, с която през 1956 г. са изнесени първите концерти във Врачански, Михайловградски и Видински окръзи, а също така и в градовете Пловдив и София. В края на 1956 г., в резултат на конюнктурни съображения и междуличностни отношения, Коцев е освободен от тази длъжност.
От 1957 до 1968 г. е директор на детската музикална школа към читалището в Благоевград, преподавател по цигулка, акордеон и солфеж. Като диригент на хор „Ален мак“ и на симфоничния оркестър към читалището в Благоевград през 1959 г. поставя оперетата „Мамзел Нитуш“ по музика на Ерве и композира битовата оперета „Хаджи Дамбо“ по либрето на Димитър Аладжов, която се реализира с голям успех през 1961 г.
През 1962 г. Златко Коцев сформира Градския духов оркестър на Благоевград, за който написва маршове, хора и пиеси.
От 1969 г. е старши преподавател по музика в Полувисшия институт за културно-просветни кадри „Братя Миладинови“ в град Благоевград. Преподава елементарна теория на музиката, солфеж, българска народна музика, инструментознание, хармония, история на музиката, за които написва цялостни лекционни курсове. Автор е на учебни помагала и научно-теоретични статии.

## Семейство
През 1950 г. Златко Коцев встъпва в брак с Цветанка Георгиева Гудева от град Гоце Делчев. Има син Чавдар Коцев (р. 1951 г., спортист, музикант, композитор, доктор, доцент в Югозападния университет в Благоевград) и дъщеря Румяна Коцева (р. 1954 г., поп певица, културоведка, вокална педагожка.

## Творчество
- Публикувани музикални произведения

Нотни сборници:
- 1952 г. – Нотен сборник „Македонски народни песни“ – съдържа 19 народни песни, хармонизирани за тригласен фолклорен акапелен женски хор;
- 1956 г. – Нотен сборник „Македонски народни песни“ – съдържа 8 обработки на фолклорни песни;
- 1972 г. – Нотен сборник „20 песни“ – съдържа 20 авторски песни за различни изпълнителски състави;
- 1973 г. – Нотен сборник „Родино моя, хубава Българийо“ – съдържа 18 авторски песни по текстове на Любомир Стоицев, предназначени за различни изпълнителски състави;
- 1982 г. – Нотен сборник „Ой, красив си, Ирин-Пирин“ – съдържа 32 обработки на фолклорни песни;
- 1990 г. – Нотен сборник „Училищна тръба“ – съдържа 16 инструментални произведения за средношколски духов оркестър;

- Изпълнявани, но непубликувани музикални произведения
- Песни за академични хорове – 21 бр.;
- Песни за фолклорен хор – 22 бр.;

Концертни пиеси:
- Маршове и хора за духов оркестър – 17 бр.
- За фолклорен оркестър – 3 бр.
- За мандолинен оркестър – 2 бр.
- За детски струнен оркестър – 2 бр.
- За средношколски духов оркестър – 7 бр.
- За ученически оркестър от МАРТИН тръби – 7 бр.
- Забавни песни – 2 бр.
- Музика към драматични творби – 7 бр.
- Музикално-драматични сценични произведения – 4 бр.
- Симфонични произведения – 5 бр.

- Неизпълнявани песни и пиеси

за различни вокални и инструментални състави – 25 бр.
- Нотирани фолклорни песни

Златко Коцев е записал (с ноти и текст) повече от 1000 фолклорни песни и над 100 инструментални мелодии от Западна България – Михайловградско (сега Монтана), Врачанско, Ловешко, Софийско, Пернишко, Кюстендилско, но най-много от Благоевградски окръг. А също така от Сярско, Драмско, Одринско и др.
- Публикации

От 1951 г. до 1990 г. Златко Коцев има публикувани 14 статии, рецензии, лекционни курсове и една научно-теоретична разработка (дисертация) с нов поглед върху ритмиката и метриката (такта) в българската фолклорна музика.

## Отличия
- Златко Коцев е лауреат на музикални конкурси за авторска песен в Благоевград и окръга.
- Носител е на орден „Кирил и Методий“ – II степен (1972) и I степен (1981)